# 夜郎郡
夜郎郡，晋朝和唐朝的郡。
西晋永嘉五年（311年）时分割朱提郡、建宁郡、牂柯郡设置夜郎郡，治所在夜郎县（今贵州省关岭布依族苗族自治县）。包括今贵州省六枝特区以西的云南贵州北盘江上游地区。南朝梁大宝年间废除夜郎郡。
唐朝天宝、至德年间，一度将珍州改为夜郎郡。治所在夜郎县（今贵州省正安县西北）。包括今贵州省正安县、道真仡佬族苗族自治县。
夜郎郡太守
- 李孝祎（747年）